# Унгень (Арджеш)
Унгень, Унгені (рум. Ungheni) — село у повіті Арджеш в Румунії. Входить до складу комуни Унгень.
Село розташоване на відстані 90 км на захід від Бухареста, 41 км на південь від Пітешть, 93 км на схід від Крайови, 138 км на південь від Брашова.

## Населення
За даними перепису населення 2002 року у селі проживали 1012 осіб, усі — румуни. Усі жителі села рідною мовою назвали румунську.